# Hippolyte Dominique Holfeld
Hippolyte Dominique Holfeld, né le 22 novembre 1804 à Paris et mort le 13 janvier 1872 à Paris, est un peintre français.

## Biographie
Hippolyte Dominique Holfeld est le fils de Louis Holfeld et de Marguerite Mittenhoff, et l'époux de Claire Eugénie Zélie Maisonnier. 
Élève de Louis Hersent et d'Abel de Pujol, il entre aux Beaux-Arts de Paris en 1822. 
Il est archiviste de l'Association des Peintres, Sculpteurs, fondée par le baron Taylor.
Il est mort à son domicile parisien de la rue La Fayette, à l'âge de 67 ans.